# Enterprisearchitectuur

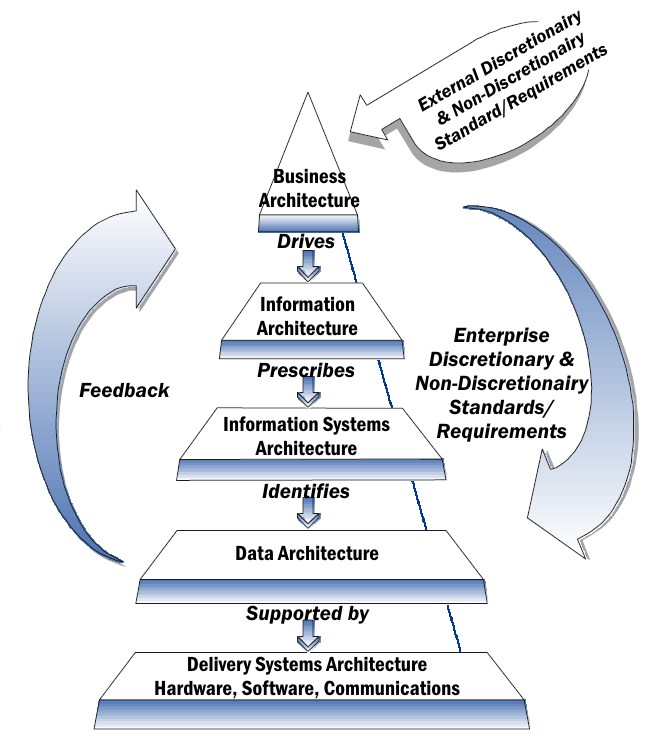
Enterprise Architecture Model uit 1989 van het Amerikaanse National Institute of Standards and Technology (NIST) dat de gelaagdheid van de architecturen laat zien, en de wisselwerking tussen de lagen

Enterprisearchitectuur (EA) (Engels: enterprise architecture) is een jong vakgebied tussen bedrijfskunde, informatiekunde en informatica, dat als doel heeft ervoor te zorgen dat een organisatie zich in al haar geledingen in de gewenste richting ontwikkelt.

## Overzicht
Het woord "enterprisearchitectuur" kan betrekking hebben op:
- de fundamentele ordening van organisaties en de factoren die de ontwikkeling hiervan bepalen,
- de beschrijving van deze fundamentele ordening met principes en modellen van de huidige en of gewenste situatie,
- en het vakgebied dat dit bestudeert.

Door vanuit verschillende gezichtspunten naar een organisatie te kijken proberen enterprisearchitecten beter inzicht te verkrijgen in de manier waarop deze functioneert. Hierbij kan men zich concentreren op bijvoorbeeld de processen, de informatievoorziening of de informatietechnologie.
Om te voorkomen dat de mensen die zich bezighouden met de organisatie-inrichting langs elkaar heen werken, maken enterprisearchitecten een beschrijving van de gewenste situatie. Deze beschrijving bestaat uit richtinggevende afspraken en tekeningen en beschrijft de gewenste situatie vanuit de verschillende invalshoeken.
Er zijn verschillende enterprisearchitectuur-raamwerken waarin standaardgezichtspunten zijn vastgelegd. Het bekendste voorbeeld is het Zachman Framework.

## Definities
Er zijn verschillende enterprisearchitectuurdefinities die hetzelfde beogen te zeggen.
(Prof. dr. D. Rijsenbrij, 2004): Enterprise Architectuur is een coherente, consistente verzameling principes,
verbijzonderd naar uitgangspunten, regels, richtlijnen en standaarden – soms vastgelegd in patterns – die beschrijft hoe de organisatie, de informatievoorziening, de applicaties en de infrastructuur hun vorm hebben gekregen en hoe zij zich voordoen in het gebruik.
(Ordina): Enterprise Architectuur (EA) is een geheel van uitspraken, processen, producten, mensen en middelen, dat richting geeft aan de ontwikkeling van een organisatie met de focus op samenhang. 
(DYA, Wagter et al., 2001): Een consistent geheel van principes en modellen dat richting geeft aan ontwerp en realisatie van de processen, organisatorische inrichting, informatievoorziening en technische infrastructuur van een organisatie.
Volgens DYA bestaat een referentiearchitectuur (RA) uit een enterprisearchitectuur en de daarvan afgeleide domeinarchitecturen. De inhoud van een referentiearchitectuur bevat: principes en modellen op de vier deelterreinen (processen, organisatorische inrichting, informatievoorziening en technische infrastructuur).

## Geschiedenis

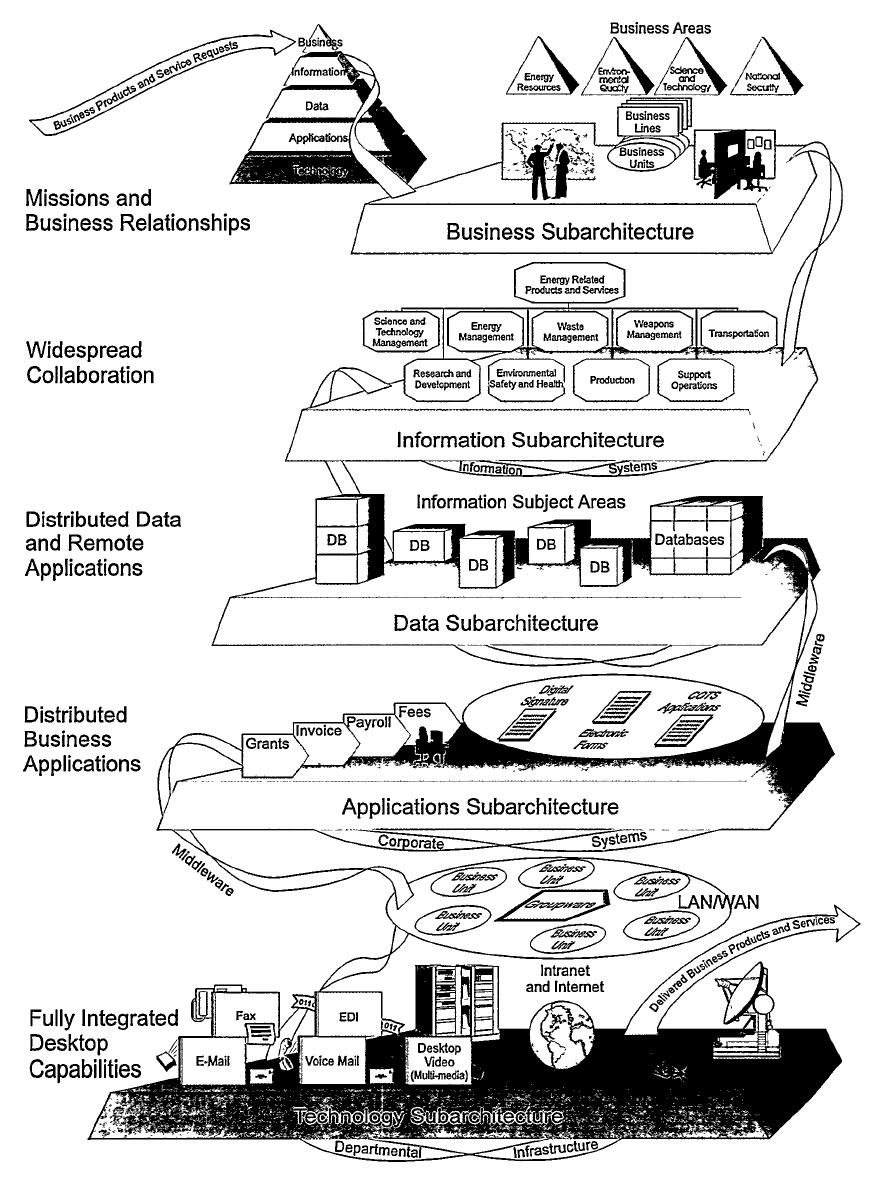
Een gedetailleerde illustratie van de enterprisearchitectuur van de United States Department of Energy (US DOE) uit 1998. De enterprisearchitectuur kan onderverdeeld worden in vijf lagen, en op iedere laag is aangegeven wat men hiertoe rekent.

Enterprisearchitectuur is eind jaren tachtig begonnen aan de kant van de informatietechnologie, maar heeft zich door de jaren heen ontwikkeld tot een vakgebied dat zich richt op de onderlinge afstemming van een groter aantal gezichtspunten binnen een organisatie. Het aandeel informatietechnologie voert echter nog wel de boventoon.
In 1987 publiceerde John Zachman een eerste raamwerk voor enterprisearchitectuurbeschrijvingen, het Zachman Framework. In de jaren negentig zijn er allerlei projecten op het gebied van enterprisearchitectuur gestart bij grote IT-bedrijven en de Amerikaanse overheid. In 1996 kwam het Amerikaanse Congres op dit gebied met de Clinger-Cohen-Act, in eerste instantie "Information Technology Management Reform Act of 1996" (ITMRA) genoemd. Deze wet dwong alle organisaties van de Amerikaanse overheid de efficiëntie van IT-investeringen te verhogen, en hiertoe een eigen enterprisearchitectuur te ontwikkelen. Dit leidde in 1999 tot de publicatie van de Federal Enterprise Architecture Frameworks (FEAF), die sinds 2002 verder ontwikkeld werden tot de Federal Enterprise Architecture.
Vanaf midden jaren negentig ontwikkelen verschillende organisaties een eigen visie op enterprisearchitectuur. Ook experimenteren ze hiermee in de praktijk. Onder andere binnen de grotere financiële instellingen ontstaan speciale enterprisearchitectuurafdelingen.

## Principes
Binnen de enterprisearchitectuur wordt veelvuldig gebruikgemaakt van (architectuur)principes. Principes zijn richtinggevende afspraken die een overtuiging weergeven over de wijze waarop de gewenste situatie bereikt kan worden. Het is de bedoeling dat de mensen die zich bezighouden met de organisatie-inrichting, zich aan deze principes houden.
Voorbeelden van dergelijke principes zijn:
- elk gegeven heeft een standaard definitie
- elk gegeven kent een eigenaar en een beheerder
- elk gegeven wordt enkelvoudig opgeslagen
- gegevens worden zo dicht mogelijk bij de bron vastgelegd

## Opbouw vakgebied
Binnen de enterprisearchitectuur komen de volgende vakgebieden samen:
- businessarchitectuur
- informatiearchitectuur
- IT-architectuur

Deze vakgebieden leggen zich toe op een deel van de enterprisearchitectuur. Over de precieze inhoud van deze vakgebieden is nog volop discussie. Ook binnen deze vakgebieden zijn er verdere specialisaties. Daarvoor wordt verwezen naar de betreffende artikelen.
Naast de vakgebieden die zich toeleggen op een deel van de enterprisearchitectuur, zijn er vakgebieden die zich toeleggen op een aspect zoals beveiligingsarchitectuur.

## Opbouw van fundamentele ordening

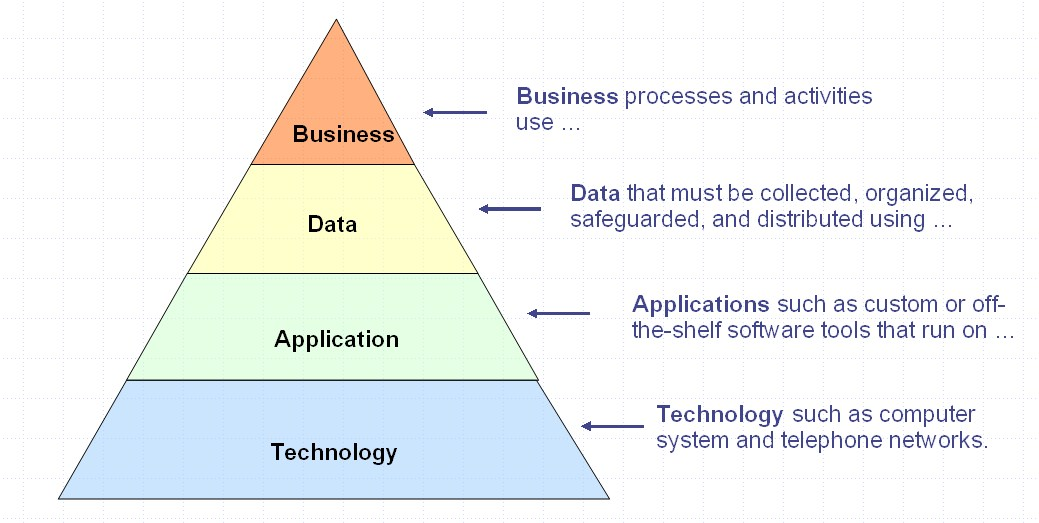
Gelaagdheid in enterprisearchitectuur.

Enterprisearchitectuur wordt in vele gevallen in verschillende lagen onderverdeeld, die allerlei eigen zaken bespreken. Deze lagen zijn bijvoorbeeld:
Businessarchitectuur
Dit wordt gebruikt om informatietechnologie optimaal te integreren in een bedrijfsorganisatie. De businessarchitectuur bestudeert alle aspecten van de bedrijfsorganisatie, met het doel beter te begrijpen hoe de informatietechnologie past in de algemene bedrijfsvoering. Het kan onder meer bestaan uit:
- Strategiediagrammen, doelstellingen, bedrijfsregels, operationeel model.
- Functionele structuur, capaciteiten van het bedrijf, organisatiemodel.
- Bedrijfsprocessen, workflow en de beschrijving van de zeggenschap, verantwoordelijkheid en regels voor de afdelingen.
- Overzicht van externe leveranciers en partners, en hoe deze bijdragen tot het functioneren van het bedrijf.

Data-architectuur
Dit geeft een overzicht van de aanwezige en benodigde gegevens in een organisatie. Het wordt bepaald door middel van analyse van de informatiebehoeften van een organisatie en wordt weergegeven met behulp van diverse modellen en technieken. Bij het beschrijven van de data-architectuur worden bijvoorbeeld de volgende 'artefacten' gebruikt. Dit kan bestaan uit:
- Metadata – gegevens die de data-elementen van het bedrijf beschrijven
- Datamodellen

Applicatiearchitectuur
Dit beschrijft de samenhang van applicaties en informatiesystemen binnen een organisatie. Het is een modelbeschrijving van het applicatielandschap, de daadwerkelijk in productie zijnde systemen. Met onder meer:
- Applicatiesoftware lijst van applicaties en diagrammen, vanuit het gezichtspunt van functionaliteit of van systemen.
- Interfaces tussen applicaties – events, berichten, dataflow.
- Intranet, Extranet, Internet, e-commerce, EDI-verbindingen met interne en externe gebruikers.

Technologiearchitectuur
Dit is een geheel van inrichtingsprincipes en afspraken over de toe te passen technologie
- Hardware, platformen en hosting: applicatieservers, en waar ze geplaatst zijn
- Local en wide area networks, internetverbindingsdiagrammen
- Besturingssysteem
- Infrastructuursoftware: databaseservers, DBMS
- Programmeertalen, etc. voor het gehele bedrijf of per afdeling

In dit raamwerk bepaalt de businessarchitectuur de eisen voor de data-architectuur, die met toenemende details de eisen voor de applicatiearchitectuur bepaalt, waarna de applicatiearchitectuur de gedetailleerde eisen voor de technologiearchitectuur bepaalt.

## Toepassing
Vele overheden en grote bedrijven werken aan de ontwikkeling van een eigen enterprisearchitectuur. Voor de overheid is de Nederlandse Overheid Referentie Architectuur (NORA) ontwikkeld. Deze bevat ontwerpprincipes, modellen en afspraken voor het (her)inrichten van de (elektronische) overheid.